# SEA BREEZE
『SEA BREEZE』（シー・ブリーズ）は、1981年6月21日に発売された角松敏生通算1作目のスタジオ・アルバム。

## 解説
村上ポンタ秀一、後藤次利、斎藤ノブ、鈴木茂といったミュージシャンがバックをつとめたデビュー・アルバム。デビュー・シングル「YOKOHAMA Twilight Time」と同日発売されたが、カップリングの「Summer Moments」はアルバム未収録。
「Still, I'm In Love With You」と「Wave」は後にバラード・ベスト・アルバム『T's BALLAD』に、「YOKOHAMA Twilight Time」と「Still, I'm In Love With You」がベスト・アルバム『1981-1987』に、「Wave」がリメイク・ベスト・アルバム『REBIRTH 1 〜re-make best〜』に、リテイク・ヴァージョンが収録された。
2016年、デビュー35周年第一弾リリースとして、本作のアナログ・マルチ・テープをもとに、歌を再録音して角松自身の監修でミックス・ダウンを施したリテイク&リミックス・アルバム『SEA BREEZE 2016』がリリースされた。また同年7月2日に横浜アリーナで開催されたデビュー35周年ライブではレコーディングに参加した村上ポンタ秀一をゲストに迎えて本作の楽曲をほぼ同じアレンジで曲順通り演奏するコーナーが設けられた。

## 収録曲
- 全作詞・作曲：角松敏生

1. Dancing Shower  –  (4:45)[1]
編曲：志熊研三
2. Elena  –  (5:23)[1]
編曲：清水信之
3. Summer Babe  –  (6:14)[1]
編曲：志熊研三
4. Surf Break  –  (5:11)[1]
編曲：後藤次利
5. YOKOHAMA Twilight Time  –  (5:14)[1]
編曲：志熊研三
6. City Nights  –  (4:51)[1]
編曲：松原正樹
7. Still, I'm In Love With You  –  (6:23)[1]
編曲：後藤次利
8. Wave  –  (6:23)[1]
編曲：志熊研三

## ミュージシャン
- 角松敏生 ： Vocal
- 村上秀一 ： Drums
- 林立夫 ： Drums
- 上原裕 ： Drums
- 後藤次利 ： Bass
- 富倉安生 ： Bass
- MIKE DAN ： Bass
- 田中章弘 ： Bass
- 清水信之 ： Keyboards & Synthesizer
- 渋井ヒロシ ： Keyboards
- 富樫春生 ： Keyboards
- 佐藤準 ： Synthesizer
- 井上鑑 ： Synthesizer
- 鈴木茂 ： E.Guitar
- 松原正樹 ： E.Guitar
- 今剛 ： E.Guitar
- 青山徹 ： A.Guitar
- 吉川忠英 ： A.Guitar
- 原茂 ： A. Guitar
- 斎藤ノブ ： Percussion
- ペッカー ： Percussion
- 菅原裕紀 ： Percussion
- アライタダオミ ： Synthesizer Programming
- 浦田恵司 ： Synthesizer Programming
- Jake. H. Conception ： Saxophone
- 片山コウジ ： Saxophone
- 新井英治グループ ： Trombone
- 向井滋春グループ ： Trombone
- 武田和三グループ ： Trumpet
- 中沢健二グループ ： Trumpet
- Tomato Strings ： Strings
- 加藤ジョー・ストリングス ： Strings
- Buzz ： Chorus
- EPO ： Chorus
- 松下誠 ： Chorus
- 山田秀俊 ： Chorus
- 梅垣達志 ： Chorus
- 緒方ミチコ ： Chorus